# Bazela bílá
Bazela bílá (Basella alba) je popínavá rostlina z čeledi bazelovitých. Pochází z jižní a jihovýchodní Asie, zdomácněla v teplých oblastech celého světa. Pěstuje se jako listová zelenina pod označením malabarský špenát.
Bazela bílá je v zemích svého původu trvalka, dužnaté stonky dosahují délky až deset metrů. Květy rostou v klasech, jsou drobné a růžovobílé, plodem jsou tmavě fialové nažky, používané jako barvivo. Listy jsou celokrajné, srdcovitého tvaru, mají světle zelenou barvu, která u některých kultivarů přechází do vínově červené. Obsahují vitamín A, vitamín B, vápník a železo, jsou dobrým zdrojem vlákniny. Jsou šťavnaté a chutnají lehce nakysle. Mohou se jíst syrové nebo přidávat do různých pokrmů orientální kuchyně, jako např. polévek nebo kari.
Ve středoevropských podmínkách je nutné předpěstovat sazenice, které se vysazují na záhon v květnu. Rostlina vyžaduje slunné závětrné stanoviště, humózní lehkou půdu a dostatek tepla a vláhy. Pro pnutí je potřeba jí poskytnout oporu. Čerstvé listy se mohou postupně otrhávat po celé léto.